# Hieracium cavallense
Hieracium cavallense es una especie de planta con flor del género Hieracium, de la familia Asteraceae, orden Asterales.

## Distribución
Hieracium cavallense se distribuye por Italia.

## Taxonomía
Fue descrita científicamente por Gottschl. Fue publicada en Stapfia 89: 93 (2009).